# Plagideicta plumbicula
Plagideicta plumbicula là một loài bướm đêm trong họ Noctuidae.